# 協薬 (鳥取県)
協薬株式会社（きょうやく）は、一般用医薬品・工業薬品・乳製品の卸売を中心とする日本の企業であった。現在は解散して存在しない。

## 概要
- 本社は鳥取県米子市糀町2-27
- 代表取締役社長　杉原司朗
- 昭和23年10月設立

## 大株主
- 杉原司朗
- 杉原長市
- 山田弘

## 主な取引メーカー
- 武田薬品工業
- 中外製薬
- 大塚製薬
- 久光製薬
- 明治乳業